# Cabildo

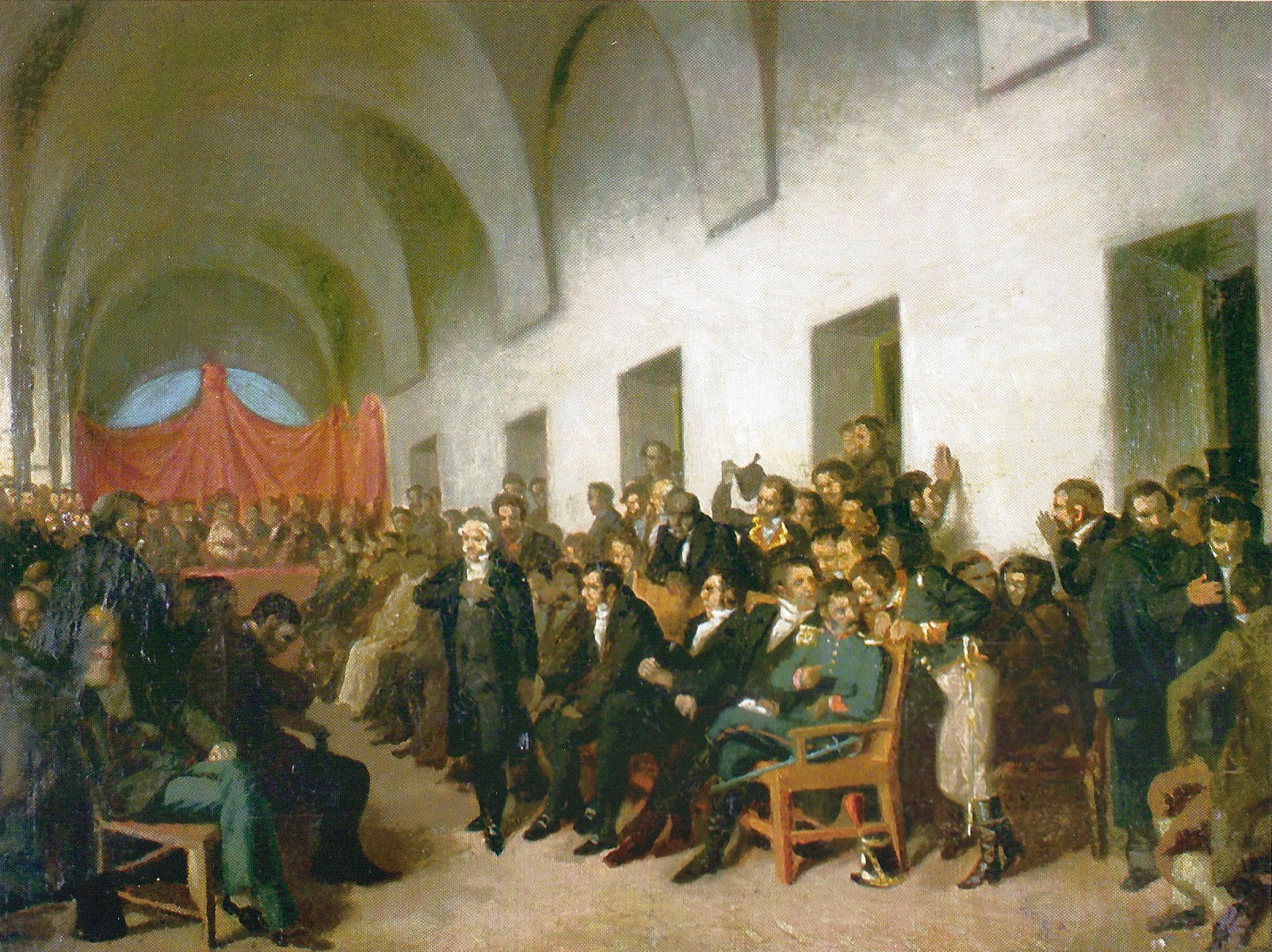
Spotkanie cabildo w Buenos Aires, 22 maja 1810

Cabildo [czyt. kabildo] – rada miejska w koloniach hiszpańskich w Ameryce Łacińskiej. 
Cabildo zazwyczaj liczyły kilku członków, a największe (w Meksyku i Limie) miały po dwunastu członków. W skład tego organu wchodził między innymi alkad i  corregidor. Członkowie cabildo byli wybierani przez mieszkańców miasta, ale później, od schyłku XVI wieku mianowały ich władze królewskie. Stanowisko to mogło być dziedziczone, a także sprzedawane. W koloniach istniał zwyczaj zwoływania cabildo abierto (rady otwartej). Były to zebrania wszystkich mieszkańców miasta. Cabildo abierto odegrało dużą rolę w ruchach niepodległościowych w Ameryce Łacińskiej na początku XIX wieku.